# 昭和倶楽部
昭和倶楽部（しょうわくらぶ）とは、昭和2年（1927年）に貴族院と衆議院で結成された議員団体のこと。ただし、両者の関係はない。

## 昭和倶楽部 (貴族院)
1927年10月14日に、公正会・茶話会（後に無所属団と合併して同和会）・同成会・交友倶楽部・無所属団の5つの院内会派が共同で結成した超党派の政務調査機関のこと。貴族院内で圧倒的な勢力を有する研究会と対抗すべく結成された。
かつての茶話会を中心とした幸三派の再興といった意味合いが強く、また反政党政治ではないところに特色があったが、満洲事変以後自然消滅した。

## 昭和倶楽部 (衆議院)
1927年5月3日に政友本党内の憲政会との合同（立憲民政党の結成）に反対する川原茂輔ら11名の代議士が両党の統一会派（「新党倶楽部」）結成前に当面の帝国議会（第53臨時議会）に対処するために結成した院内会派。だが、間もなく同議会が終了したため、わずか6日後の5月9日にかつて所属していた立憲政友会に全員復帰する形で解散した。